# Actif (comptabilité)
Pour les articles homonymes, voir Actif.
 (février 2020).
Si vous disposez d'ouvrages ou d'articles de référence ou si vous connaissez des sites web de qualité traitant du thème abordé ici, merci de compléter l'article en donnant les références utiles à sa vérifiabilité et en les liant à la section « Notes et références ».
Un actif est un élément identifiable du patrimoine d’une entité ou d'un agent économique (ménage, entreprise, etc.) ayant une valeur économique positive, c'est-à-dire générant une ressource que l'entité contrôle du fait d'événements passés et dont cette entité attend un avantage économique futur (art. 211.1 du Plan comptable général français). La définition selon les normes internationales est presque identique.
L'actif net comptable corrigé est une méthode d'évaluation de la valeur de l'entreprise qui se déduit de la somme des capitaux propres et des provisions.
La notion d'« actifs biologiques » est apparue en comptabilité environnementale.

## Enjeux de l'actif
Pour déterminer la « valeur » financière d'une entreprise, il est possible de soustraire ce qu'elle possède de ce qu'elle doit. L'actif permet le plus efficacement de faire le bilan de ce que possède l'entreprise et sert donc à cet objectif.

## Utilisation en comptabilité de l'actif
L'actif désigne en comptabilité générale l'ensemble du patrimoine de l'entreprise, c'est-à-dire tout ce qu'elle possède.
Les actifs constituent la partie gauche du bilan comptable. On parle également d'emplois des ressources qui, elles, constituent le passif (partie droite du bilan).

### Selon les normes internationales
L'actif est décomposé en deux catégories principales :
Actifs non courants
- Immobilisations incorporelles
- Immobilisations corporelles
- Immobilisations financières

L'actif non courant a un délai de recouvrement qui excède 12 mois (il peut être dit durable). Ce sont les immobilisations et les créances de longue durée.
Actifs courants
- Les stocks
- Les créances
- La trésorerie

L'actif courant est destiné à être utilisé ou vendu dans le cadre du cycle d'exploitation de l'entreprise et la trésorerie (ou actif de trésorerie) est librement négociable par l'entreprise (valeurs mobilières de placement, banque, caisse). Aucune classe n'est imposée à l'international.

### Selon le plan comptable français
L'actif se décompose en deux catégories principales :
Actif immobilisé (ou immobilisations, classe 2)
- Immobilisations incorporelles
- Immobilisations corporelles
- Immobilisations financières

L' actif immobilisé est destiné à être utilisé par l'entreprise pendant une durée qui dépasse le Cycle d'exploitation de celle-ci, soit une année au moins.
Actif circulant
- Les stocks (classe 3)
- Les créances (certains comptes de la classe 4)
- La trésorerie (classe 5)

Les éléments du bilan sont classés par ordre de liquidité croissante (la trésorerie est plus rapidement mobilisable qu'une immobilisation). Selon l'article 321.1 les actifs sont comptabilisés au coût d'acquisition si acquis à titre onéreux, au coût de production si produit et à la valeur vénale si acquis à titre gratuit. Le montant de chaque élément de l'actif correspond au solde du compte correspondant (par exemple, le montant qui apparaîtra pour le compte « client » correspond au solde de ce compte). Sauf cas particuliers, les comptes apparaissant à l'actif du bilan présentent un solde débiteur. Dans le cas d'une immobilisation amortissable, le bilan fait apparaître trois montants :
- la valeur d'acquisition (exprimée en coût historique)
- la dépréciation cumulée constatée au cours des années (amortissement dont le solde est créditeur)
- la valeur nette comptable (valeur d'acquisition - dépréciation)

La valeur de l'actif est nécessairement positive.
L'actif circulant ne doit pas être utilisé au delà d'un an : il disparaît dans le Cycle d'exploitation de l'entreprise.

## Actif transitoire
L'actif transitoire est un compte figurant au bilan et qui sert à enregistrer :
- les produits à recevoir
- les charges payées d'avance

L'actif transitoire est utilisé entre deux exercices et la contrepartie de ses écritures est toujours un compte de charges ou de produits.

### Exemple
Une entreprise paie le 20.12.2005 son loyer pour le mois de janvier 2006.
Partant du principe que l'exercice démarre le 1er janvier, les écritures comptables sont les suivantes :
1. le 20.12.2005, enregistrer l'écriture Loyers payés (compte 3000) / Banque (compte 100)
2. le 31.12.2005, enregistrer une écriture 1999 (Actifs transitoires) / 3000 (Loyers payés)
3. le 01.01.2006, extourner le paiement avec l'écriture 3000/1999

Au moment de la clôture, les loyers payés ne comportent pas le loyer du mois de janvier. À l'actif, ce montant figure comme actif transitoire. Ce loyer n'apparaît donc pas dans les charges de l'entreprise à la clôture de l'exercice 2005, mais apparaîtra bien à la clôture de l'exercice 2006.
En fonction des règles de chaque pays, il peut également être envisagé de passer les écritures suivantes qui évitent une écriture :
- Le 20.12.2005 : Actifs transitoires / Banque au 20.12.2005 (Texte : Paiement loyer janvier 2006), puis le 01.01.2006 : Loyers payés / Actif transitoires.

## Actifs financiers
On distingue les actifs financiers des actifs non financiers. À l'intérieur de ces derniers on distingue :
- les actifs tangibles ou physiques des actifs intangibles.
- des immobilisations des actifs d'exploitation et actifs disponibles (stocks, créances, trésorerie).

Les actifs tangibles sont les actifs physiques que possède une entreprise ou un individu, et qui peuvent être vus ou touchés, comme un stock, une machine, etc.
Une catégorie d'actifs physiques importante concerne les immobilisations corporelles, elles-mêmes scindables entre reproductibles (logements, ouvrages d'infrastructure, matériels de transport et d'équipement) ou non-reproductibles (terrains, ressources du sous-sol).
Les actifs intangibles ressortent, eux, systématiquement des immobilisations, sous l'appellation « immobilisation incorporelle ».
Pour leur part, les actifs financiers peuvent être classés selon le cas en immobilisations (participation dans une filiale) ou en valeurs disponibles (placements).

## Actifs numériques
Les actifs numériques sont des documents numériques auxquels sont attachés des droits et/ou une valeur.

## Actifs biologiques
Alors que se développent la comptabilité environnementale et l'évaluation environnementale est apparue une notion d'« actifs biologiques » (« biological asset » pour les anglophones). Elle est reconnue par tous les États-membres de l'Union européenne (avec une définition mise à jour depuis 2003, par deux règlements européens[Lesquels ?]) pour désigner un organisme vivant (animal, plante ou champignon, microorganisme) ou un groupe (cheptel, haies, bois…) quand il n’est pas utilisé dans un contexte agricole.